# Браїльська митрополія

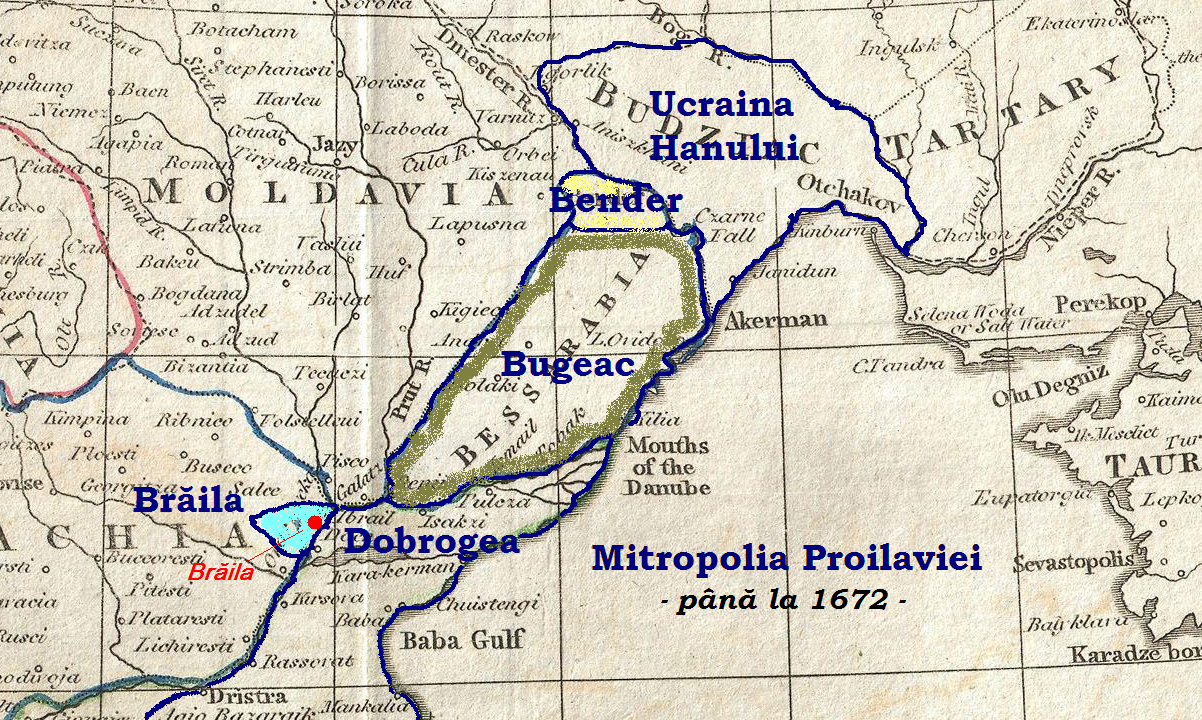
Юрисдикція Браїльської митрополії у 1672 році

Браїльська митрополія Константинопольського патріархату (Проїлавська митрополія) — православна митрополія на території Османської імперії, заснована в 1540—1550 роках. Її центром було місто Браїла на лівому березі Дунаю в Румунії. У 1751—1789 рр. резиденцією митрополита браїльського було м. Ізмаїл (нині Одеська область).
До Браїльської митрополії належали землі Добруджа, Буджака, Бендер, а після підписання Бучацького мирного договору 1672 року — Хотинська єпископія і всі православні території й парафії Правобережної України, що перебували під протекторатом Османської імперії, зокрема, Ханська Україна, ймовірно й Олешківська Січ.
У XVIII столітті Браїльська митрополія також опікувалася православними громадами, що знаходилися на території Речі Посполитої. Браїльські митрополити, зокрема, висвячували настоятелів для Мотриного, Мошногірського, Медведівського, Жаботинського, Лебединського та інших козацьких монастирів Правобережної України.
З митрополитів відомі: митрополит Даниїл II, який від 1751 до 1773 року мав кафедру в м. Ізмаїлі. У церковних грамотах підписувався «Даниїл, милостію Божою митрополит Проілавійський, Томаровський, Хотинський, всього узбережжя Дунайського, Дніпровського і Дністровського, і цілої України Ханської». Титулом українського митрополита підписувалися наступники Даниїла Іоаким (1773—1780) і Кирило (1780—1792).